# (3883) Verbano
(3883) Verbano es un asteroide perteneciente al cinturón de asteroides, descubierto el 7 de septiembre de 1972 por Nikolái Stepánovich Chernyj desde el Observatorio Astrofísico de Crimea (República de Crimea).

## Designación y nombre
Designado provisionalmente como 1972 RQ. Fue nombrado Verbano en homenaje al Lago Mayor en Italia, que también se le conoce con ese sobrenombre.